# Kaffeehaus (Kyselka)

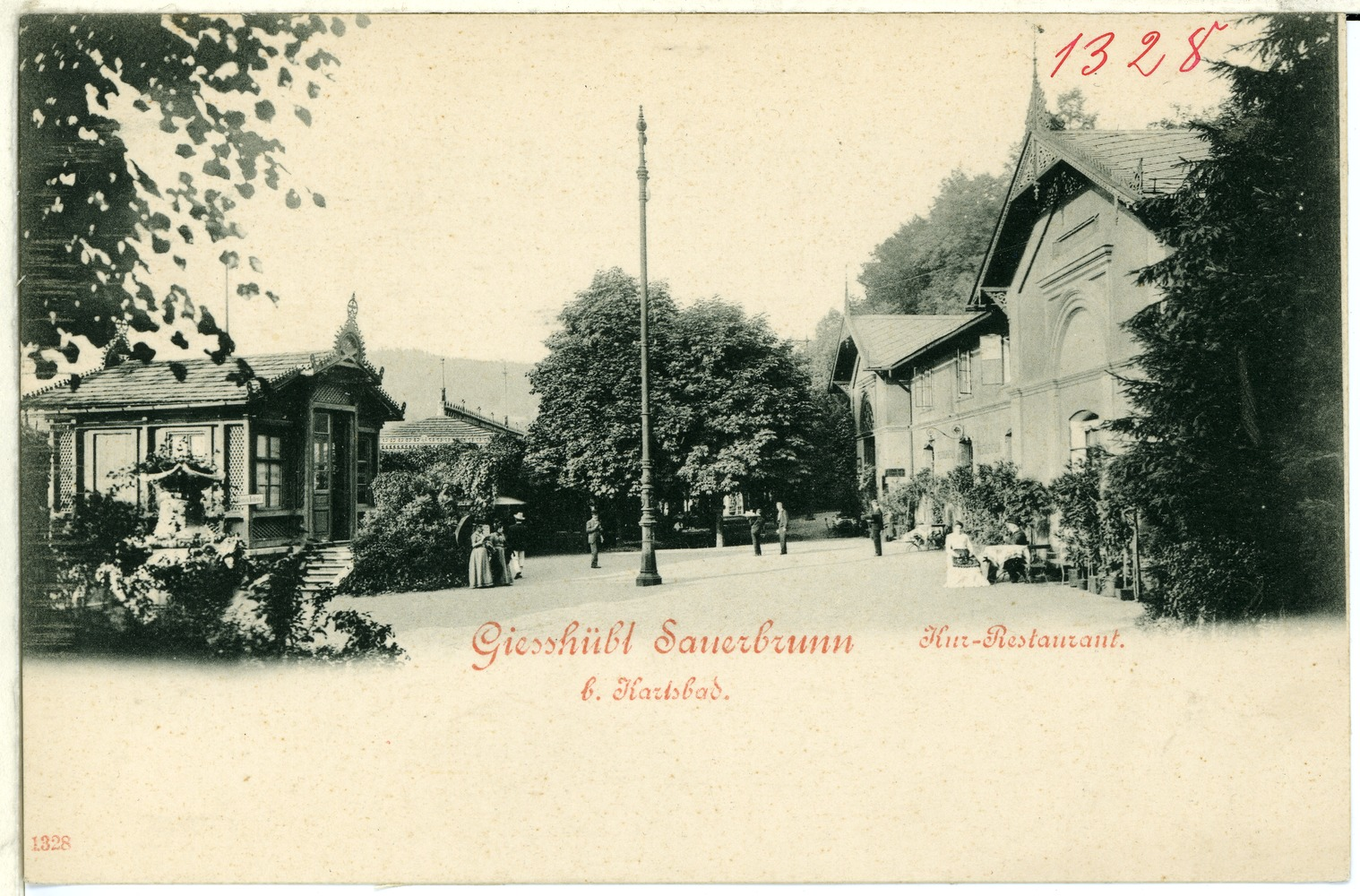
Kur-Restaurant, 1899

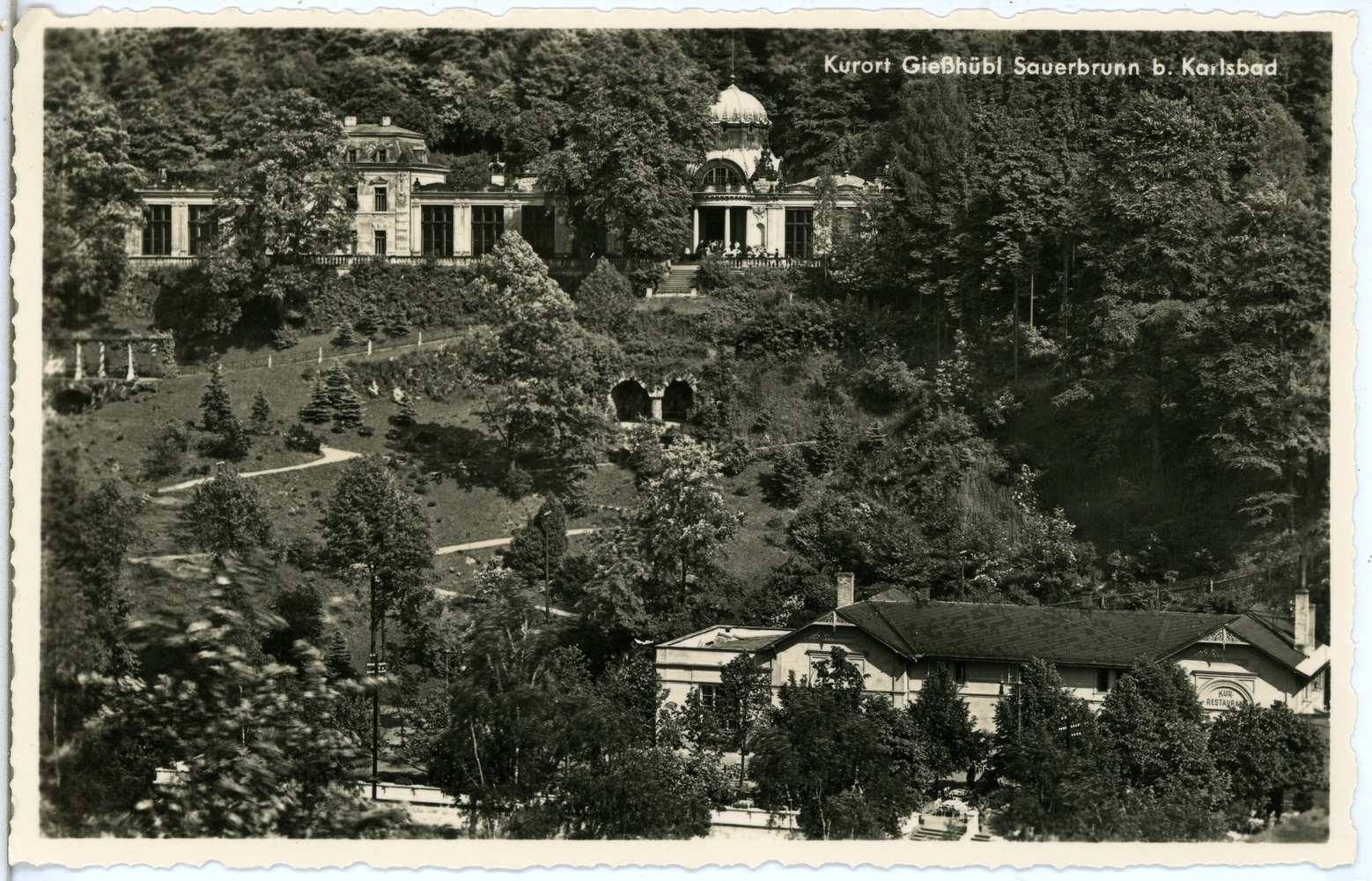
Terrassen-Café und Kur-Restaurant, 1939

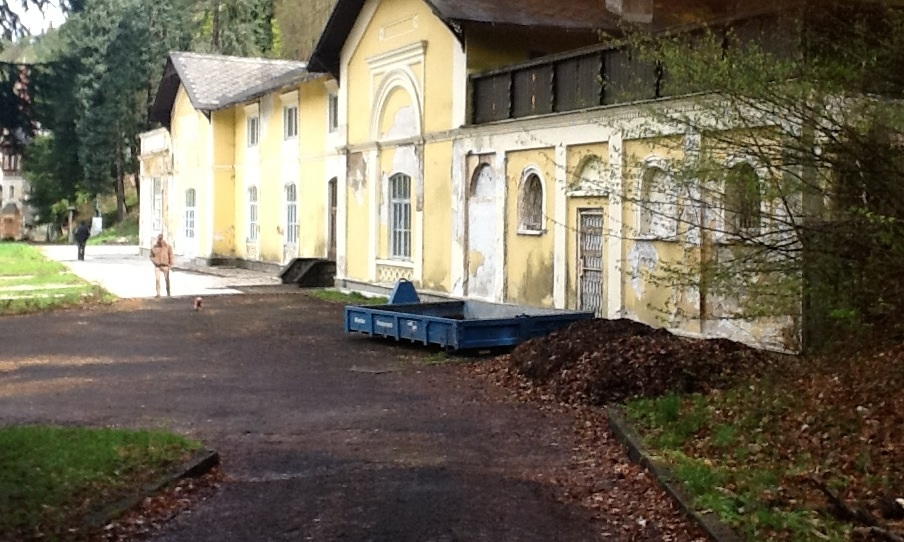
"Kaffeehaus", 2014

Das Kur-Restaurant, bis 1945 verbunden mit dem Terrassen-Café, ist ein historisches Gebäude in Kyselka. Es wurde im Jahr 2013 unter der neuen Bezeichnung Kaffeehaus zum Denkmal erklärt und gehörte aufgrund seiner Straßenlage unmittelbar neben den Quellen zu den beliebtesten Besucherzielen des Ortes.

## Geschichte
Das heute Kaffeehaus genannte Gebäude liegt am südwestlichen Ortsausgang in Richtung Karlsbad. Abbildungen belegen, dass es als Kur-Restaurant bereits 1872 existierte. Unmittelbar nach Kriegsende 1945 wurde es geschlossen und verfiel. Nach einer fehlgeschlagenen Privatisierung von 1990 bis 1994 kaufte es 1994 ein deutsch-russisches Unternehmen unter der Leitung von U. S. Chalitujev und begann eine Renovierung. Die Arbeiten wurden 1997 jedoch kurz vor der Fertigstellung des Cafés eingestellt. Die meisten neuen Materialien des Hauses wurden abmontiert oder gestohlen. 2002 stürzte der Dachstuhl ein.  2013 fand im Innern des erhaltenen Teils eine Ausstellung statt. Im Januar 2014 wurden Teile des eingestürzten Daches entfernt.